# رام نات کوویند
رام نات کوویند (انگلیسی: রাম নাথ কোবিন্দ؛ زادهٔ ۱ اکتبر ۱۹۴۵) سیاست‌مدار و وکیل اهل هند است.
وی در ۲۵ ژوئیه ۲۰۱۷ به عنوان چهاردهمین رئیس جمهور هند انتخاب شد.
دوره ریاست‌جمهوری وی در ۲۵ ژوئیه ۲۰۲۲ به پایان رسید و دراپادی مورمو جانشین او شد. وی پیش از رسیدن به ریاست‌جمهوری، بین سال‌های ۲۰۱۵ تا ۲۰۱۷ فرماندار ایالت بیهار هند بود.

## زندگی
کوویند در کانپور دهات، ایالت اوتار پرادش متولد شد. پدرش یک کشاورز بود. او دارای مدرک لیسانس در تجارت و لیسانس حقوق از کالج DAV (وابسته به دانشگاه کانپور) است.
کوویند یک دالیت و مورد حمایت حزب حاکم بهارتیا جاناتا (بی جی پی) است؛ دالیت‌ها پایین‌ترین طبقه اجتماعی در نظام کاستی هند به شمار می‌رفتند. وی دومین رئیس‌جمهور دالیت هند است. ک.ر. نارایان، دهمین رئیس‌جمهور هند، اولین دالیتی بود که به این مقام دست یافت. او نگرشی نزدیک به حزب ملی داوطلبان هندو که متهم به تنفر از مسلمانان است، دارد.

## مسئولیت‌ها
رام نات کوویند از سال ۲۰۱۵ تا ۲۰۱۷ فرماندار بیهار بود.
وی همچنین به عنوان عضو مجلس راجیا سابا از سال ۱۹۹۴ تا ۲۰۰۶ خدمت کرده‌است.
رام نات کوویند در انتخابات ریاست جمهوری هند که در ژوئیه ۲۰۱۷ برگزار شد با کسب حدود دو سوم از آرای نمایندگان مجالس قانون گذاری هند با پیروزی بر خانم میرا کوما به عنوان چهاردهمین رئیس‌جمهوری هند انتخاب شد. رای‌گیری به صورت مخفی برگزار شد و بنابراین نمایندگان مجبور به رای دادن به نامزد مورد حمایت حزب خود نبودند. ۴۸۹۶ عضو مجلس فدرال و مجالس ایالتی در این انتخابت شرکت کردند. و او توانست با کسب دوهزار و ۹۳۰ از مجموع چهار هزار و ۸۹۶ رای پیروز شود.